# Grießbach (Drebach)
Grießbach ist seit 1999 ein Ortsteil der sächsischen Gemeinde Drebach im Erzgebirgskreis. Der Ort entwickelte sich seit Ende des 14. Jahrhunderts aus einem Adelssitz.

## Geografie

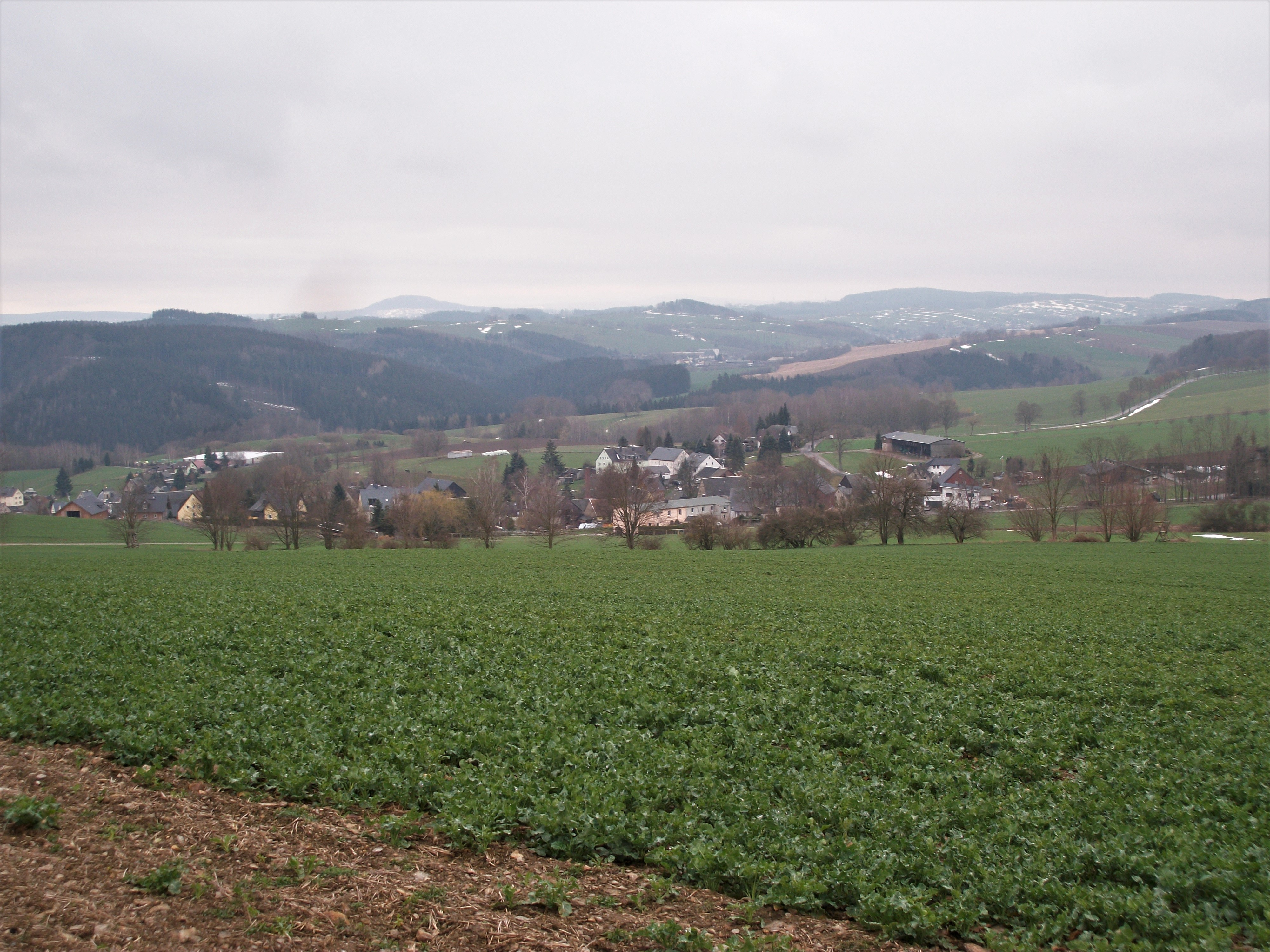
Blick vom Heideberg auf Grießbach

### Lage
Grießbach liegt etwa 4 Kilometer südsüdwestlich von Zschopau im Erzgebirge. Der Ort ist im Ursprung ein Waldhufendorf beziehungsweise Quellreihendorf, welches sich in der Quellmulde des nur reichlich einen Kilometer langen Dorfbaches entlangzieht. Am östlichen Ortsende verläuft die Staatsstraße 228 Augustusburg–Warmbad und es zweigt von dieser die Staatsstraße 229 nach Ehrenfriedersdorf ab.

### Nachbarorte
| Weißbach  | Schlößchen                                  | Wilischthal |
|           | Kompassrose, die auf Nachbargemeinden zeigt |             |
| Venusberg | Scharfenstein                               |             |

## Geschichte

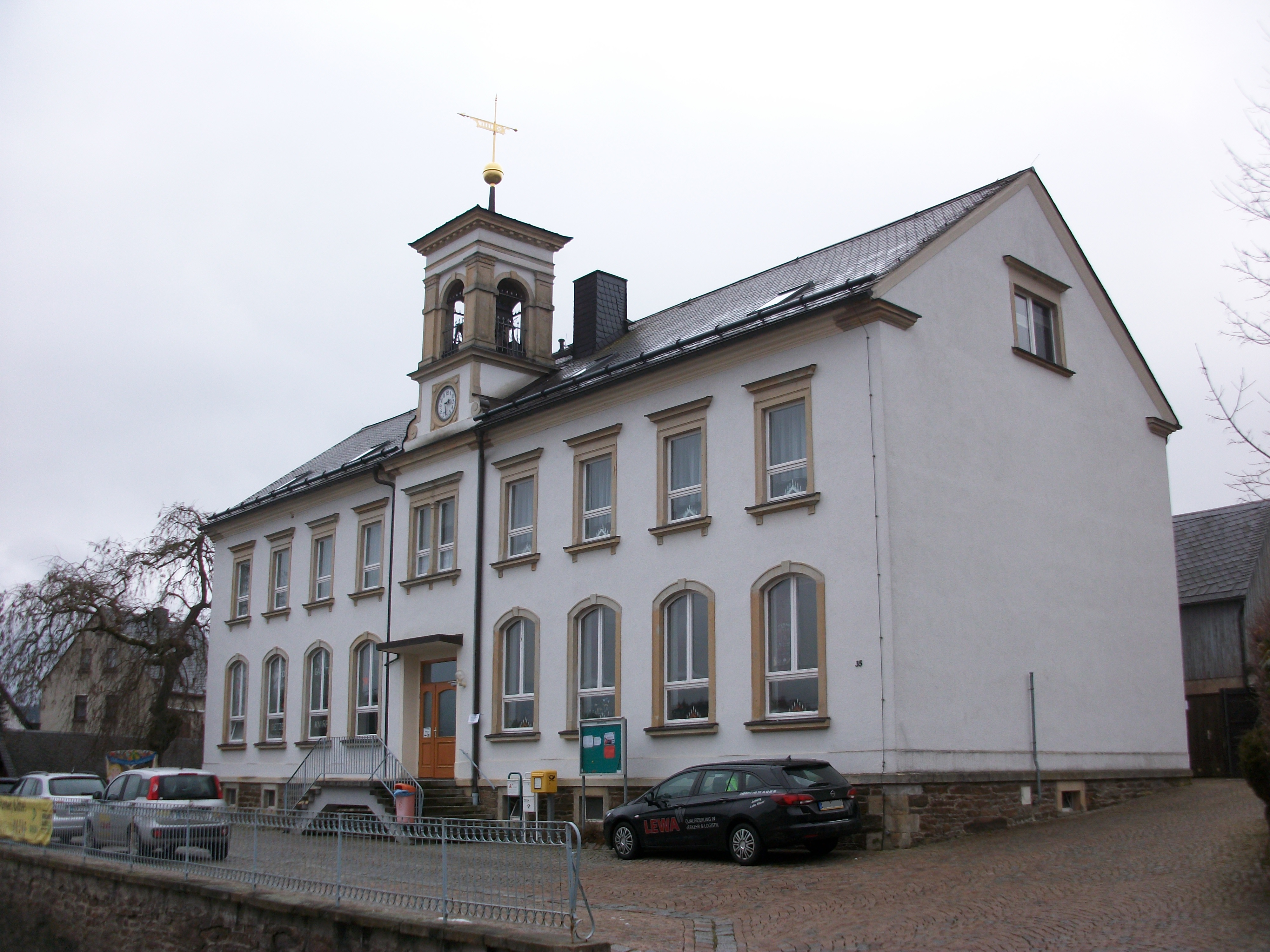
Ehemalige Schule Grießbach (Drebach), jetzt Kindertagesstätte “Getzenknirpse” e. V.

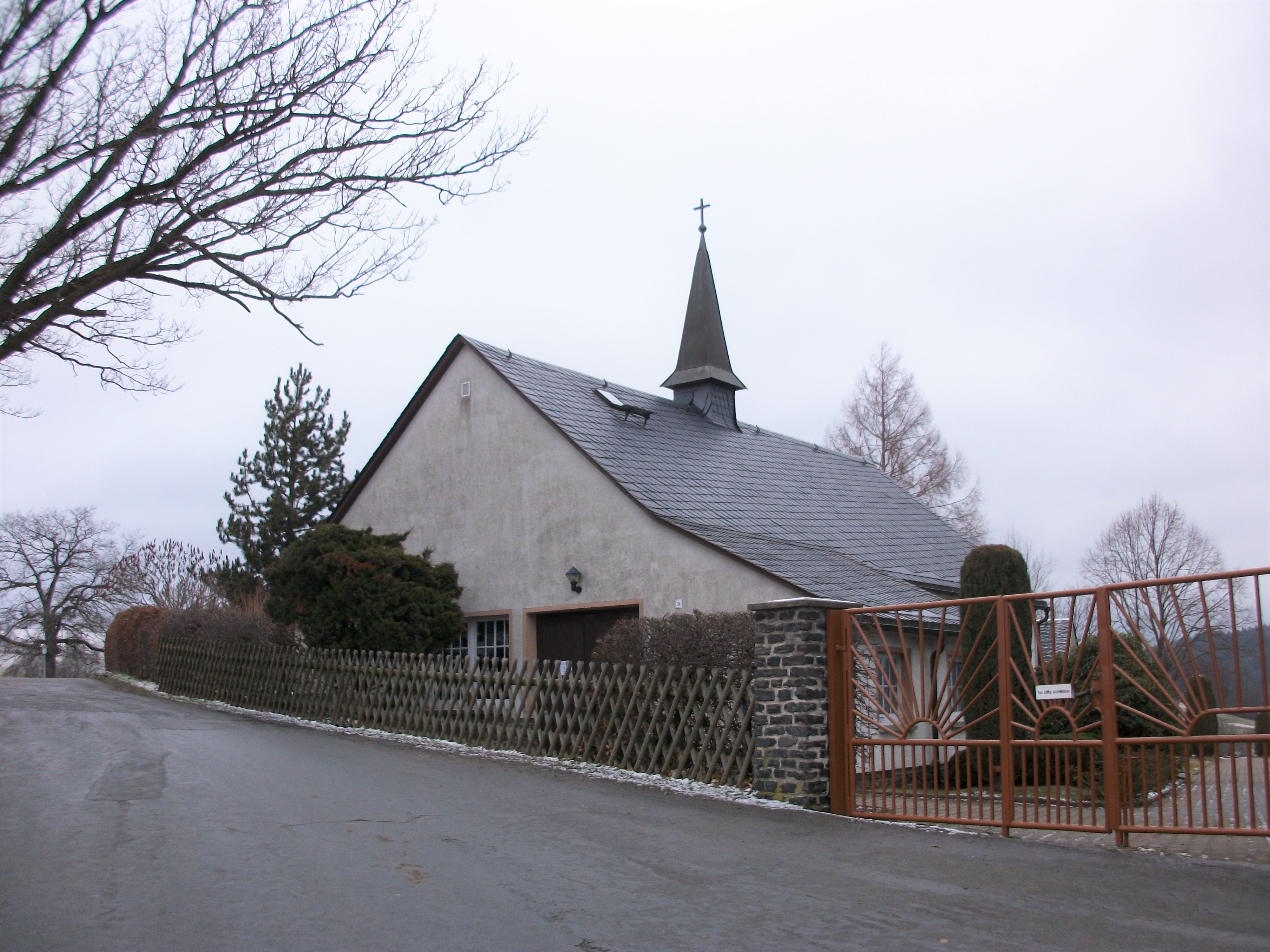
Grießbach (Drebach), Friedhofskapelle

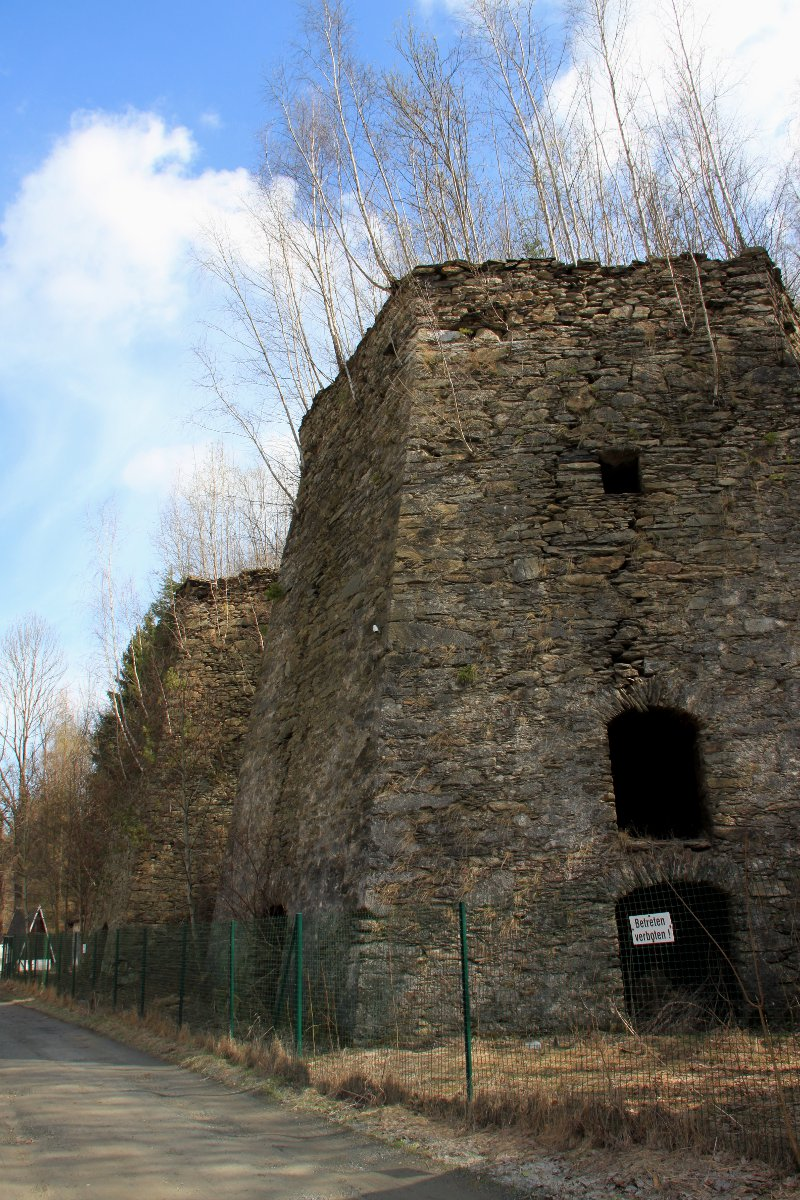
Ruinen der beiden Kalköfen an der Wilisch

Die erste urkundliche Erwähnung als Grisbach datiert auf den 8. April 1386. Markgraf Wilhelm I. von Meißen wies der Witwe Anargs von Waldenburg die Herrschaft Scharfenstein mit dazugehörigen Dörfern, darunter Grießbach (= Ort an einem Bach mit viel Steingrieß), als Witwensitz zu.
Mit der Reformation 1539 kam der Ort zur Parochie Drebach. Eine evangelisch-methodistische Kirche wurde 1929 eingeweiht.
Im Ort wurde im 16. Jahrhundert Kupferbergbau, wenn auch von geringer Bedeutung, betrieben. Bis ins 19. Jahrhundert zeugte davon das Berghaus, an dessen Stelle später ein Gasthaus errichtet wurde. August Schumann schreibt im Staatslexikon von 1816 den Kupferbergbau betreffend, dass dieser zwischen 1547 und 1587 13.454 Gulden einbrachte. Weiterhin gab es Mitte des 19. Jahrhunderts zwei Kalkbrüche im Ort. Der gewonnene Kalkstein wurde in zwei sechseckigen Kalköfen im nordwestlich gelegenen Tal der Wilisch gebrannt. Unmittelbar neben den Kalköfen bauten Bergarbeiter bereits seit dem 17. Jahrhundert Kalkstein ab. Im Jahr 1902 wurde die Kalkbrennerei eingestellt, der Kalkabbau musste 1926 eingestellt werden. Der Erhalt der Ruinen der beiden Kalköfen als technisches Denkmal ist gefährdet.
Die inzwischen hier ansässig gewordenen Arbeiterfamilien ließen Mitte des 18. Jahrhunderts eine kleine Kirche errichten. Im Jahr 1804 errichteten die Einwohner eine Schule, die 1886 durch ein neues Schulgebäude abgelöst wurde. Von 1898 bis 1938 existierte in Wilischthal eine Nebenschule.
In den 1930er Jahren wurde der Ort um eine Wohnsiedlung der NSKOV, bestehend aus zwei Straßen mit insgesamt 13 Doppelhaushalten, erweitert. Seit den 1980er Jahren tragen die zwei Straßen die Namen Karl-Marx-Straße sowie Ernst-Thälmann-Straße.
Im Jahre 1938 wurde die Freiwillige Feuerwehr Grießbach gegründet, welche bis heute besteht.
Im Zweiten Weltkrieg zerstörte ein Luftangriff in der Nacht vom 14. zum 15. Februar 1945 21 Gebäude.
Bis 1990 arbeitete der größte Teil der Bevölkerung in den Werken des VEB dkk Scharfenstein sowie in den Werken der Feinspinnerei Venusberg. In den Jahren kurz vor der politischen Wende erweiterte der VEB Foron/dkk Scharfenstein sein Werk um einen Zweigbetrieb in Grießbach. Am dortigen Standort ist inzwischen die Firma MOGATEC ansässig.
Von 1886 bis 1972 besaß die Gemeinde mit der Haltestelle Grießbach (Wilischtal) – zeitweise auch Bahnhof – einen, jedoch mehr als zwei Kilometer vom Ortszentrum entfernten, Eisenbahnanschluss an der Schmalspurbahn Wilischthal–Thum.
Zum 1. Januar 1999 wurde Grießbach als Ortsteil in die Gemeinde Venusberg eingegliedert. 
Am 1. Januar 2010 erfolgte der Zusammenschluss der Gemeinden Drebach und Venusberg.
Eine international bekannte Motorsportveranstaltung, welche seit 2006 in zweijähriger Regelmäßigkeit stattfindet, ist das GetzenRodeo.
Im Sommer 2019 begann am Standort eines ehemaligen Plattenbaus (im Volksmund Investruine) der Bau einer neuen Wohnsiedlung mit dem Namen Waldblick.

## Sehenswürdigkeiten (Auswahl)
- Aussichtspunkt Weber-Hans-Felsen
- Aussichtspunkt Affenstein
- Heideberg (508 m.) mit Grießbacher Antennenmast
- Kalköfen zu Grießbach (Technisches Denkmal)
- Kriegsgefallenendenkmal auf dem Grießbacher Friedhof

## Öffentliche Einrichtungen/Plätze (Auswahl)
- Gasthof Grießbach
- ehemalige Grießbacher Schule
- Friedhof Grießbach mit kleiner Kapelle
- Sportplatz Grießbach mit Fußballtoren, Basketballkorb und Aschenbahn
- Grießbacher Spielplatz
- Oberer sowie niederer Dorfteich

## Vereine
- Feuerwehrverein Grießbach e. V.
- Freizeitsportverein Grießbach 98 e. V.
- Freizeittreff Grießbach e. V.
- Rassekaninchenzüchterverein S 189 Grießbach e. V.
- Kleintierzüchterverein Grießbach e. V.
- GetzenRodeo e. V.
- Kindertagesstätte Getzenknirpse e. V.

## Entwicklung der Einwohnerzahl
| Jahr | Einwohnerzahl                               |
| ---- | ------------------------------------------- |
| 1551 | 0019 besessene Mann, 1 Häusler, 26 Inwohner |
| 1764 | 0022 besessene Mann, 6 Häusler, 10¼ Hufen   |
| 1834 | 0384                                        |
| 1871 | 0736                                        |
| 1890 | 0810                                        |

| Jahr | Einwohnerzahl |
| ---- | ------------- |
| 1910 | 0903          |
| 1925 | 0904          |
| 1939 | 1.103         |
| 1946 | 1.106         |
| 1950 | 1.166         |

| Jahr | Einwohnerzahl |
| ---- | ------------- |
| 1964 | 1.021         |
| 1990 | 0887          |

## Söhne und Töchter der Gemeinde
- Manfred Jäger (* 1950), Endurosportler